# Andrée Michelsson
Andrée Michelsson, född 23 februari 1997 i Malmö, är en professionell basketspelare för Rendsburg Twisters i Tysklands liga. Som ungdom spelade han i svenska moderklubben Malbas. År 2016 skrev han historia genom att göra 34 poäng i en ligamatch som 19-åring. 2017/2018 blev han utnämnd till isländska ligalaget Hötturs bästa offensiva spelare. Andrée vann också årets MVP 2019-2020 för Sindri på Island.

## Vinster och utmärkelsen
- U15 Göteborgsfestivalen - 2012
- U16 Scania Cup - 2013, Finalens "Matchens lirare"
- U16 Svenska mästare i basket (SM) - 2013, "All-Star Player"
- U16 Göteborgsfestivalen - 2013, "MVP"
- U18 Distriktsmästerskap - 2015, "MVP"
- U19 Svenska mästare i basket (SM) - 2016

## Klubbar
- Malbas - 2007-2016
- Snaefell Karfa - 2016/2017
- Höttur Karfa - 2017/2018